# Місто та зірки
«Місто та зірки» (англ. The City and the Stars) — науково-фантастичний роман Артура Кларка, оснований на його ж ранньому романі «Всупереч приходу ночі» (англ. Against the Fall of Night, 1948), написаний 1956 року. Твори істотно відрізняються за змістом, хоча основний сюжет і ідейне наповнення принципово не змінилися при переробці.
В романі розповідається про юнака Елвіна з високотехнологічного міста Діаспар, безсмертні жителі якого вважають себе останніми людьми на Землі. Елвін прагне знайти вихід з міста і дізнатися, що знаходиться за його стінами. Вибравшись з Діаспару, він виявляє, що існує також місто Ліс (англ. Lys) і відкриває правду про минуле людства.

## Сюжет

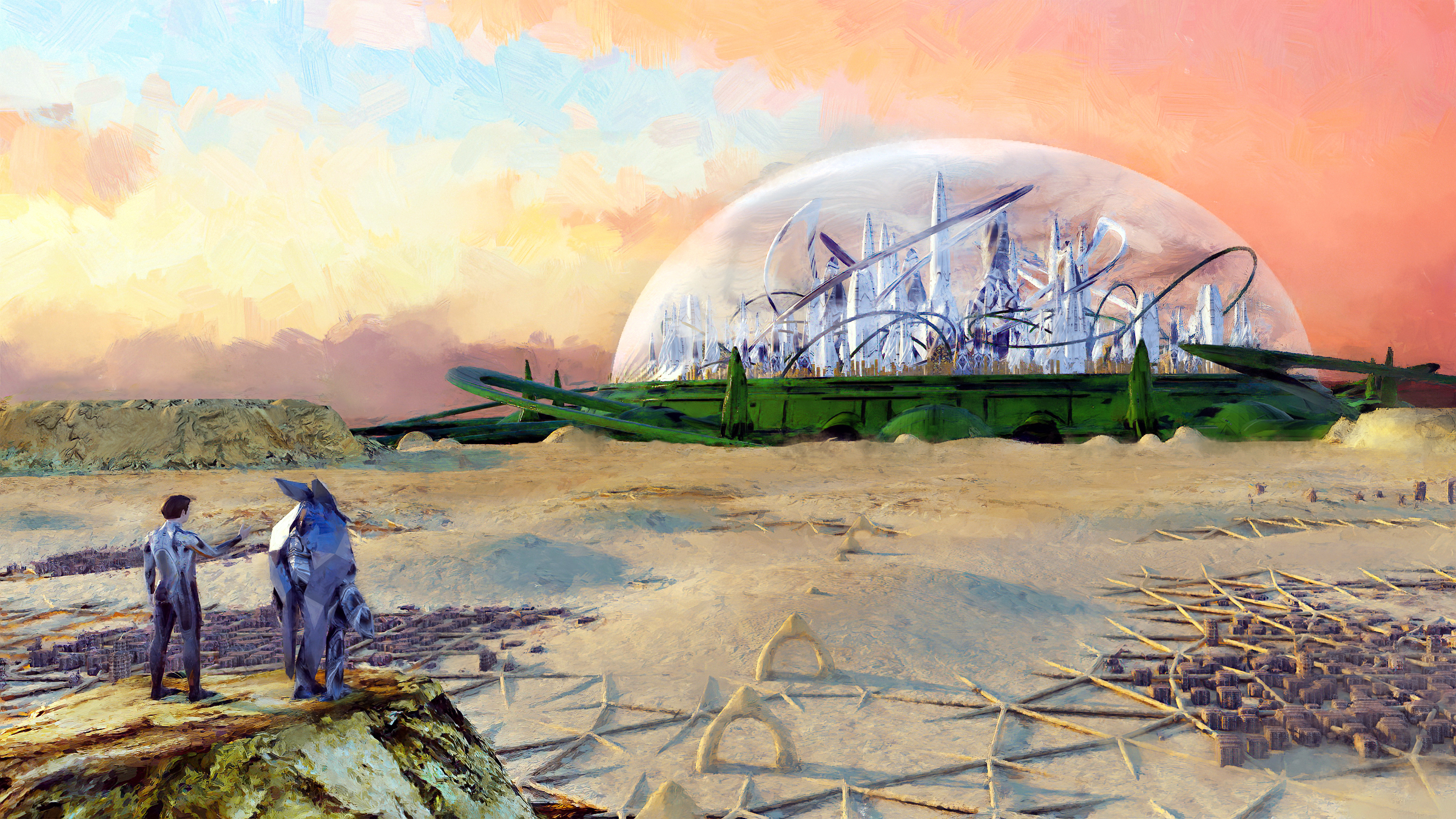
Місто Діаспар

Дія роману відбувається щонайменше через один мільярд років у майбутньому, в ізольованому від решти світу місті Діаспар. До цього часу океани Землі висохли, а населення Діаспару вважає, вони є єдиними людьми на планеті. Місто повністю автономне, а завдяки досягненням науки й техніки його люди безсмертні і мають вроджений консерватизм та страх перед світом поза містом. Історія цього страху походить з легенд про напад прибульців (в романі називаються просто Прибульці), які перемогли людську Галактичну Імперію і відігнали людей до Землі, а потім уклали угоду, що людство може жити на своїй планеті, якщо ніколи не покидатиме її, і зникли.
Весь Діаспар керується комп'ютером, утвореним всіма комп'ютерами міста. Також там існує рада, яка збирається для вирішення головних питань. Важливі системи міста захищені від руйнування Схемами Вічності. Комп'ютер зберігає образи всіх речей і розуми людей в своїй пам'яті, щоб за потреби відтворити їх за допомогою спеціальних машин. У будь-який час, тільки невелика кількість з цих людей насправді живуть в Діаспарі, інші залишаються в банках пам'яті комп'ютера і отримують нові тіла, відповідно до програм, інколи через сотні тисяч років після повернення в банки пам'яті. Діаспарці з часом втратили здатність розмножуватися природним шляхом, оскільки таким чином були фактично безсмертними.
Елвін, головний герой, не відчуває притаманного іншим страху перед просторами за містом. Елвін щойно досяг віку, коли він вважається дорослим, і ставить собі ціллю знайти вихід з Діаспру. Знайшовши вентиляцію, крізь яку видно небо, він помічає кільце зірок, яке дивує його своєю правильністю. Його наставник Джесерак безуспішно намагається віднадити Елвіна від цього, але зрештою доходить висновку, що той є одним з Неповторних — людей, які інколи з'являються, щоб внести зміни в життя міста, тому йому не можна перешкоджати. Згодом Елівіна помічає персонаж на ім'я Хедрон, відомий також як Блазень, призначенням якого є час від часу спеціально порушувати спокій міста. Хедрон допомагає Елвіну використати центральний комп'ютер, щоб знайти вихід з Діаспру. Разом вони роблять відкриття, що в далекому минулому Діаспар був пов'язаний з іншими містами підземною транспортною системою. Ця система досі існує, хоча вхід до неї був запечатаний. Елвін з Хедроном знаходять вхід туди в гробниці напівдегендарного засновника міста Ярлана Зея. Елвін, скориставшись транспортною системою, покидає Діаспар і прибуває в місто Ліс.
Вийшовши на поверхню, він виявляє, що опинився в місцевості, де ще збереглися рослини і згодом помічає поселення людей, яке і є Лісом. На відміну від технологічного Діаспару, Ліс є величезним зеленим оазисом, захищеним горами від всесвітньої пустелі, на території якого знаходяться невеликі поселення. Народ Лісу розвинув здатності до телепатії і використовує машини лише за крайньої потреби, при цьому їхній технологічний розвиток не поступається Діаспару. В Лісі Елівіна дружньо приймають, але старійшина Сірейніс ставить перед вибором або залишитися назавжди там, або поскоріше повернутися в Діаспар, оскільки контакт двох цивілізацій вважається небажаним для обох сторін. Елвін вирішує ознайомитися з планетою, щоб зробити вибір.
Він вирушає в подорож з молодим чоловіком на ім'я Хілвар, який стає його другом, і вони бачать загадковий світловий сигнал. Це приводить їх до Шалмірани (Shalmirane), залишків фортеці, де відбувалася остання битва з Прибульцями, і там вони стикаються з розумною позаземною істотою у вигляді колонії бактерій і літаючим роботом. Істота виявляється останнім представником релігійного культу часів Галактичної Імперії. Вона розповідає історію, що передувала ізоляції Діаспару, і пояснює, що робот був супутником засновника культу, «Учителя», який прийшов зі своїми послідовниками на Землю наприкінці життя. Елвін і Хілвар не в змозі зрозуміти зміст релігії крім того, що вона пов'язана з культом «Великих», які покинули людей, але коли-небудь повернуться. Елвін переконує істоту позичити йому робота, стверджуючи, що Учитель хотів би цього, на що істота погоджується. Учитель, однак, за життя заборонив роботу видавати будь-яку інформацію, тому Елвін нічого не дізнається.
Повернувшись в Ліс, Елвін виявляє, що був відсутній надто довго. Агенти Лісу, прониклі в Діаспар, принесли звістки про те, що там стало відомо про його зникнення. Елвіна готують до запису в його пам'ять фальшивих спогадів, які б приховали існування Лісу. Але на початку процедури робот хапає Елвіна і відносить до транспортної системи. Так вони повертаються в Діаспар, де на них вже чекає Рада. За час відсутності Елвіна Хедрон повернувся у банки пам'яті. Рада вирішує, що Елвін приніс користь місту, виявивши невідомий вихід з нього, тому відпускає його і робота. Зі слів, почутих від істоти в Шалмірані, Елвін розуміє, що корабель, на якому Вчитель прибув на Землю, досі знаходиться в доках біля Діаспару, похований під пісками. Робот, опинившись біля вентиляції міста, відлітає до доків і дає кораблю команду злетіти і взяти Елвіна на борт. Відвідавши Ліс і взявши звідти Хілвара, Елвін летить в космос в напрямі кільця зірок. Планети, які обертаються навколо цих зірок, виявляються різною мірою придатними для життя, але давно покинутими. В космосі корабель стикається з Ванамондом, істотою з чистого інтелекту, з якою Хілвар, будучи телепатом, спілкується і спонукає вирушити на Землю. Діаспар і Ліс тим часом пішли на контакт. Вони досліджують інформацію отриману від Ванамонда і відтворюють справжню історію людства.
Прибульці виявляються міфом: Шалмірана використовувалася для знищення Місяця, коли він загрожував зіткнутися з Землею. Народи Діаспару і Лісу є нащадками тих людей, які свідомо відвернулися від Всесвіту у відмові від найбільшого наукового проєкту в історії: створення безтілесного розуму. Його створенням займалися численні розумні види, але найбільша заслуга в цьому була за людьми. Вони створили могутню, але божевільну істоту, Божевільний розум, ворожу до речовини взагалі. Божевільний Розум спустошував галактику і її цивілізації, перш ніж був ув'язнений в штучній зірці під назвою Чорне Сонце. Ванамонд був одним з багатьох створених пізніше безтілесних розумів, які розвиваються дуже повільно і повинні протистояти Божевільному Розуму після його визволення. Незадовго після створення дружніх безтілесних розумів Галактична Імперія отримала сигнал з-за меж Всесвіту і вирушила в його напрямі.
Відкриття Елвіна возз'єднує Діаспар і Ліс. Вони планують зробити всю планету знову придатною для життя, відновивши океани. Елвін відправляє корабель, під командуванням робота, для пошуку Галактичної Імперії, щоб повідомити їм про людей на Землі. Сам він вирішує залишитися на Землі, але перед тим, як корабель полетить в глибокий космос, бере на борт Хілвара і Джесерака, щоб показати їм схід сонця з орбіти.

## Основні персонажі
- Елвін (англ. Alvin) — головний герой, двадцятирічний юнак із Діаспара. Неповторний, тобто з'явився в Діаспарі вперше і не має спогадів з минулих життів. Як і попередні Неповторні, володіє непереборним бажанням вийти за межі міста.
- Джесерак (англ. Jeserac) — наставник Елвіна.
- Хедрон (англ. Hedron) — чоловік, знаніший як Блазень, в обов'язки якого входить періодично вносити невелику різноманітність в розмірене життя міста своїми витівками. Знає про структуру Діаспара більше, ніж інші жителі, тому саме він допоміг Елвіну вирватися з міста.
- Алістра (англ. Alistra) — дівчина Елвіна, до якої він, втім, втратив інтерес після подорожі у Ліс.
- Сірейніс (англ. Seranis) — старійшина Лісу.
- Хілвар (англ. Hilvar) — син Сірейніс і друг Елвіна, супроводжував останнього в його подорожі по Лісу і до Семи Сонць.
- Ванамонд (англ. Vanamonde) — створений в минулому безтілесний розум. Ванамонд володіє величезними знаннями і можливостями, однак при віці близько мільярда років він ще незрілий і нерозвинений, практично дитина.

## Відмінності від «Всупереч приходу ночі»
Роман «Всупереч приходу ночі», який було перероблено в роман «Місто та зірки», має майже той самий сюжет, але менший за обсягом і інакше висвітлює деякі моменти. У переробленому творі ширші описи міст Діаспару і Лісу, чіткіше показано відмінності їхніх культур. У «Всупереч приходу ночі» Діаспаром править Рада, тоді як в «Місті та зірках» роль дійсного правителя відведена комп'ютеру. Також там зазначено основні заняття жителів: діаспарці розважаються в віртуальних «Сагах». «Місто та зірки» описує фізіологічні відмінності діаспарців від сучасних людей та те, що вони не потребують розмноження.
Початковий варіант сюжету не містить Блазня, його функції частково виконує Хранитель записів Рорден, котрий є пасивним, на відміну від активного Хедрона. В ньому проте чіткіше описана роль Учителя і Великих. Останні виявляються людьми, котрі покинули Землю і вдосконалили себе, а Учитель був одним з них.

## Відзнаки
Найавторитетнішим шотландським критиком-фантастикознавцем Дейвідом Прінґлом роман включено до переліку 100 найкращих англомовних науково-фантастичних романів за період з 1949 по 1984 рік.

## Пов'язані твори
- «Після приходу ночі» (1990) — продовження «Всупереч приходу ночі», написане Грегорі Бенфордом і яке ігнорує деталі, додані в «Місті та зірках».

## Значення роману
У романі присутній один з найраніших описів розваг у віртуальній реальності («саги»), схожих на сучасні рольові відеоігри. Також там описано такі ідеї, як центральний комп'ютер, оцифровування творів мистецтва та цифрове безсмертя. Згадані в «Місті та зірках» технології демонструють роботу третього закону Кларка, згідно з яким достатньо розвинена технологія виглядає, як магія.
До теми останнього міста, що існує в далекому майбутньому, пізніше зверталися Майкл Муркок («Танцівниці наприкінці часів», 1971—1981), Кордвайнер Сміт («Норстралія», 1975), Ларрі Нівен («Світ поза часом», 1976), Стівен Бекстер («Розмаїття», 1999—2003), Грег Бер («Місто наприкінці часів», 2008). Майбутня Земля в страху перед загарбниками, які колись повернуться, також є темою в «Крилах ночі» Роберта Сілверберга (1969). Мотив запрограмованої людини, призначеної змінити утопічне, але нездатне до розвитку суспільство, кероване комп'ютером, реалізований у фільмах «Зардоз» (1974) і «Втеча Логана» (1976).
Головний квест відеогри The Outer Worlds (2019) має назву «Місто та зірки» й полягає в пошуках способу пробудити з анабіозу екіпаж зорельота. Один з головних персонажів цього квесту — міністр Кларк.